# James de La Cloche
James de La Cloche (1644? - 1669?) est un prétendu fils bâtard de Charles II d'Angleterre qui, après être entré dans un séminaire jésuite, aurait renoncé à l'état ecclésiastique et épousé une Napolitaine. Il est surtout connu à travers les études de l'historien britannique Lord Acton, et son existence n'est pas certaine. Mgr Barnes, en 1908, et Marcel Pagnol, en 1965, ont défendu une identité entre l'Homme au masque de fer et James de La Cloche.

## Biographie supposée
En 1862, Lord Acton obtint une copie d'un manuscrit prétendument du père Boero qui aurait été conservé dans les archives des Jésuites à Rome. Il en tira la matière d'un article intitulé : The Secret History of Charles II (Histoire secrète de Charles II).
Selon ces documents, Charles II aurait eu un fils bâtard avec Marguerite de Carteret à Jersey en 1646. 

### Jeunes années
Officiellement, l'enfant fut donné pour fils du mari de Marguerite, Jean de La Cloche. Il aurait été élevé dans la religion protestante en France et aux Pays-Bas et utilisé le nom James de La Cloche du Bourg. Charles II l'aurait reconnu secrètement en 1665, lui allouant une pension annuelle de 500 livres, pour autant qu'il demeure à Londres et se convertisse à la religion anglicane. Apparemment, James de La Cloche s'exprimait principalement en français.
James de La Cloche entre ensuite dans un séminaire jésuite à Rome le 2 avril 1668, portant des habits ordinaires et se déclarant âgé de 24 ans. Il s'était converti au catholicisme à Hambourg en 1667. Il avait reçu de la reine Christine de Suède une preuve écrite de son lignage. Il fut accepté comme novice à Sant'Andrea du Quirinal le 11 avril.
La conversion de La Cloche au catholicisme n'avait apparemment pas ému Charles II puisqu'en 1668, Oliva, Supérieur général de la Compagnie de Jésus, reçut une lettre dans laquelle le roi lui disait qu'il envisageait de se convertir. Il ne pouvait entrer en contact avec le clergé catholique sans éveiller de soupçons, mais son fils, un certain La Cloche, pouvait servir d'intermédiaire. S'il ne pouvait lui succéder, il pourrait lui obtenir le chapeau de cardinal. En août, une nouvelle lettre invitait La Cloche à rentrer en Angleterre sans parler à la reine Christine, qui devait se rendre à Rome. Le roi lui avait fait établir un passeport au nom d'Henri de Rohan. La Cloche se mit en route en octobre.
La lettre suivante, datée du 18 novembre 1668, indique que Charles II a renvoyé son fils à Rome pour être son ambassadeur officieux auprès du Saint-Siège et qu'il devrait retourner à Londres avec les réponses à des questions que le roi ne voulait faire faire que verbalement. Après cette lettre, plus aucune mention n'est faite de La Cloche.

### Le Prince "Stuardo"
Un James Stuart ou don Giacopo Stuardo fit son apparition à Naples en 1669. Le 19 février, il épousa Teresa Corona, fille d'un aubergiste, en remettant à son père 200 ducats en guise de dot. Quand le beau-père commença à dépenser l'argent, Stuart fut arrêté comme faux-monnayeur et déclara être un fils naturel de Charles II. Le vice-roi écrivit à Londres pour vérifier, tandis que Stuart, détenu au château de Gaète, appelait à l'aide le consul d'Angleterre, Browne. Mais à l'issue de ces démarches, Stuart fut transféré du château de Gaète à la prison de Vicaria, beaucoup moins confortable. Il fut finalement relâché. On suppose qu'il retourna en Angleterre et revint avec de l'argent. Il mourut le 31 août et, dans un testament confus, demanda à Charles II de donner à son enfant à naître une « principauté ordinaire » ou quelque chose d'approprié. Il nomma Marie Henriette Stuart (sœur de Charles II), comme sa mère. L'affaire fut mentionnée dans des gazettes du temps et dans les dépêches du consul d'Angleterre.
La veuve de Stuart donna naissance à un fils, Giacomo Stuardo, qui épousa Lucia Minelli di Riccia en 1711 et parvint à mettre la main sur une partie de l'héritage de son père. Il est mentionné pour la dernière fois en 1752.

## Existence réelle ou non?
James de La Cloche était-il un véritable fils naturel de Charles II ? A-t-il seulement existé ? Les historiens sont partagés sur le sujet. James de La Cloche pourrait avoir écrit lui-même de fausses lettres royales. Le testament pourrait avoir été fabriqué par la famille Corona. Il pourrait y avoir eu deux hommes se réclamant de la même filiation. Lord Action et le Père Boero pensent que le second était un imposteur. Boero suppose que La Cloche était retourné à Londres sous un autre nom. Lord Acton pense que Stuart pouvait avoir été au service de La Cloche et lui avoir volé de l'argent et des papiers.
Dans son essai historique Le Masque de fer (1965), Marcel Pagnol développe une thèse identifiant le fameux prisonnier au Masque de fer comme étant le frère jumeau de Louis XIV, né après lui (donc son frère aîné conçu avant lui) et ainsi héritier légitime du trône. Pagnol complète son essai en 1973, le ré-intitulant Le Secret du Masque de fer, et y ajoute notamment le résultat de ses recherches sur James de la Cloche, qu’il identifie au frère jumeau de Louis XIV, portant ce nom dans sa jeunesse. Outre Lord Acton et Arthur S. Barnes, il fait référence à John Lingard, Andrew Lang, Edith F. Carey, et Laloy.

### John Lingard
L’historien John Lingard, qui se procure les lettres de Charles II à James et au père Oliva, affirme que toutes sont des faux, ce qui fait de James un prince imposteur. Les lettres adressées au roi Charles II évoquent la reine Henriette Marie comme étant à Londres en 1668, or celle-ci est partie 3 ans plus tôt s’installer en France, où elle restera jusqu’à sa mort en 1669. Pagnol cite ensuite une autre preuve avancée par John Lingard identifiant une lettre comme un faux : « D'autre part, l'un des certificats du roi est daté de White Hall alors que le roi, à cause de la peste à Londres, s'était réfugié à Oxford avec toute sa cour. »

### Edith F. Carey
L'historienne Edith F. Carey est convaincue que James est vraiment le fils du roi Charles II et de Marguerite Carteret. Il aurait ainsi été ordonné prêtre à Rome avant de repartir pour Londres afin d’y catéchiser son père. Il disparaît après la lettre de Charles II à Oliva, datée le 18 novembre 1668.
Charles II aurait obtenu de Louis XIV l’arrestation en France (en juillet 1669) de ce bâtard encombrant et son internement à Pignerol, ce qui ferait de James le prisonnier au Masque de Fer, lui qui était petit-cousin de Louis XIV, fils de son cousin germain. Le Prince Stuardo de Naples pourrait alors être une invention de Charles II pour justifier la disparition de James.
Charles II se serait donc débarrassé ainsi de son fils bâtard, quelques mois seulement après avoir demandé son retour à Londres, afin de solliciter son nouveau statut de prêtre pour le catéchiser.
Pagnol s’oppose à cette thèse en soulignant que Charles II, qui a fait de ses fils bâtards des ducs, n’aurait certainement pas fait emprisonner James à vie après l’avoir reconnu.

### Andrew Lang
Selon Andrew Lang, si James de la Cloche était vraiment de sang royal, et avait acquis de profondes convictions religieuses, il n’aurait pu épouser une roturière ni faire étalage de sa richesse. Il prend le parti diabolisant James, le considérant comme un « audacieux escroc » ayant dupé le Père Oliva dans le seul but de lui soutirer de l’argent. 
Pagnol retrouve cette description dans le dictionnaire de Jersey[pas clair] : James n’était pas un bâtard du roi, mais un escroc mégalomane, qui meurt à Naples le 10 septembre 1669.

### Arthur S. Barnes
Dans son livre The man of the Mask (1908), Mgr Arthur Stapylton Barnes affirme que James était vraiment le bâtard de Charles II. Il est selon lui revenu à Londres sous le nom de l’abbé Pregnani pour y catéchiser son père avant de retourner en France. Parce qu’il détient le secret du traité de Douvres, il est arrêté puis conduit à Pignerol sous le nom « Eustache Dauger ». Cette thèse fut reprise par l’historien français Laloy.
L’abbé Pregnani revient bien de Londres à Paris au début de juillet 1669, mais d’après les Mémoires de Primi Visconti, il mourut à Rome en 1679.

### Marcel Pagnol
L'enquête de Marcel Pagnol sur James de La Cloche lui fait supposer les faits suivants : ne retrouvant dans les archives de l’île de Jersey ni acte de naissance, ni certificat de baptême, ni acte de décès, il en conclut que James n’est pas né sur l’île, et que la famille Carteret n’est pas la sienne.
En 1644, Louis XIV ayant alors six ans, le cardinal Mazarin aurait envoyé la sage-femme dame Perronette en Angleterre auprès de la reine Henriette de France, sœur de Louis XIII. Celle-ci va alors accoucher de Henriette d’Angleterre. Après l’accouchement de sa fille, Henriette de France aurait envoyé dame Perronette chez les Carteret, la plus noble famille de l’île de Jersey. Perronette, selon Pagnol, aurait été accompagnée depuis son départ de France de James, qu'elle confie à Marguerite Carteret, qui élèvera l’enfant. Perronette aurait versé aux Carteret une dot importante pour l’adoption mais ne leur aurait pas révélé sa véritable identité, le présentant comme le fils d’une jeune noble. C’est dans cette même famille Carteret qu’Henriette d’Angleterre enverra son fils (le futur Charles II alors âgé de 15 ans) pendant la guerre civile en 1646.
En 1657, Marguerite épouse Jean de la Cloche qui donne son nom à James. Plus tard, James, convaincu d’être le fils du roi Charles II, souhaite être reconnu, tels deux autres fils bâtards. Marguerite (ou sans doute son père Sir Carteret) démarche en sa faveur auprès du roi, mais celui-ci refuse de le reconnaître.
Pagnol s'attache aux lettres postérieures à 1668, alors que James de La Cloche est sur le continent, censément envoyé là par Charles II. Dans sa dernière lettre à James, Charles II recommande à James de s’arrêter à Paris rendre visite à sa sœur Henriette d’Angleterre qui pourra le faire ordonner prêtre. S’agissant d’un faux, c’est donc James qui, selon le même procédé d’une fausse lettre d’appui de Charles II, aurait demandé une audience à Henriette d’Angleterre.
D’autre part, M. Pagnol cite également une lettre du 20 janvier 1669 de Charles II à Henriette d’Angleterre, qui évoque une précédente lettre d’Henriette à Charles remise par un certain « Italien » identifié comme étant James venu de Rome. Pagnol conclut qu’Henriette a bien reçu James, qu’elle a immédiatement reconnu la ressemblance avec son cousin Louis XIV (elle est l'épouse du frère de Louis, Philippe de France), et lui remet une lettre à l’attention de Charles II, lui laissant judicieusement la responsabilité de faire ordonner James. 
Lorsque James remet la lettre à Charles II à Londres au début de 1669, celui-ci lui aurait révélé sa filiation française, qu’il aurait tenue de sa mère Henriette de France. Apprenant ainsi qu’il aurait dû régner en lieu et place de son frère jumeau, James aurait été envoyé par Charles II à Claude Roux de Marcilly qui organise alors une conspiration contre Louis XIV.
Pagnol estime dans son essai que le fameux prisonnier au Masque de Fer n’était donc pas italien. Identifiant James de la Cloche au prisonnier, James de la Cloche ne serait donc pas non plus l’abbé Pregnani, tel que l’affirme Mgr Barnes. Quant au Prince « Stuardo », M. Pagnol estime qu’il ne peut être James de la Cloche, qui ne serait certainement pas retourné en Italie dépenser la fortune escroquée aux jésuites à Rome. Il s’agirait donc sans doute du valet de James qui, en apprenant l’arrestation de son maître, se serait emparé de son argent et aurait usurpé son identité avant de s’enfuir à Naples.